# Deepenwiesengraben
Der Deepenwiesengraben ist ein zweigeteilter Graben in Hamburg-Volksdorf und mündet südlich in die Berner Au und nördlich in die Saselbek.

## Geschichte
Auf einer Karte von 1753 ist der Deepenwiesengraben noch als durchgängig verzeichnet. Dadurch konnte die Saselbek hinter dem Großen Teich, an dessen Stelle heute die Volksdorfer Teichwiesen liegen, sowohl über den weiteren heutigen Verlauf, als auch über den Deepenwiesengraben in die Berner Au, die im weiteren Verlauf flussabwärts auch zum Speisen von Wassermühlen diente, entwässern; die beiden Flüsse bildeten so ein gemeinsames Flusssystem. Die Namensgebung als „Graben“ durch eine „tiefe Wiese“ sowie der teils gerade Verlauf deuten auf ein durch Menschenhand geschaffenes oder zumindest begradigtes Gewässer. Noch bis 1882 existierte die Verbindung. Nach der Trockenlegung des den Graben speisenden Großen Teichs und Nutzung des Gebietes als Weiden bestand für die Verbindung vom Großen Teich über den Deepenwiesengraben zur Berner Au keine Notwendigkeit mehr und der Graben wurde unterbrochen. An der Stelle des ehemaligen Großen Teiches wurden 1911 die zwei heutigen Teiche zur Entwässerung der verbliebenen Teichwiesen für eine Bebauung, zu der es jedoch nicht kam, angelegt.

## Verlauf
Der südliche Deepenwiesengraben beginnt heute in Hamburg-Volksdorf nahe Hamburg-Sasel in einem Tümpelgebiet. Von dort verläuft ein Teil 210 m in südliche Richtung, wo er mit dem Klosterwiesengraben zusammen zur Berner Au wird, die wiederum über die die Wandse und die Alster zur Elbe abfließt. Dieser Teil des Deepenwiesengrabens ist somit ein Gewässer 5. Ordnung.
Der andere Teil des Deepenwiesengrabens verläuft 380 m in Richtung Norden, kreuzt dabei den Saseler Weg und mündet im Naturschutzgebiet Volksdorfer Teichwiesen in die Saselbek, die ebenfalls über die Alster in die Elbe abfließt. Dieser Teil ist demnach ein Gewässer 4. Ordnung.